# Brug 1444
Brug 1444 is een bouwkundig kunstwerk in Amsterdam-Zuidoost.
De brug is de meest zuidelijke brug in het Abcouderpad en ligt op de scheiding tussen een woonwijk Reigersbos Zuid en het recreatiepark De Hoge Dijk. Ze ligt over een niet geheel complete ringsloot rondom die wijk. Het kilometerslange Abcouderpad is alleen geschikt voor voetgangers en fietsers, zo ook deze brug.
Het ontwerp van de brug was in handen van de Dienst der Publieke Werken. De bouwtekeningen vermelden geen naam van de specifieke architect, maar dit is Dirk Sterenberg, die tientallen soortgelijke bruggen (zie brug 1347 en Brug 1908) voor Reigersbos en elders heeft ontworpen.
Sterenberg ontwierp bij een aantal van zijn bruggen soms ook wel plastieken en deze zijn hier terug te vinden in de eindbalusters, die de vorm lijken te hebben van een hefpoort behorende bij hefbruggen, maar de brug 1444 is een vaste brug.

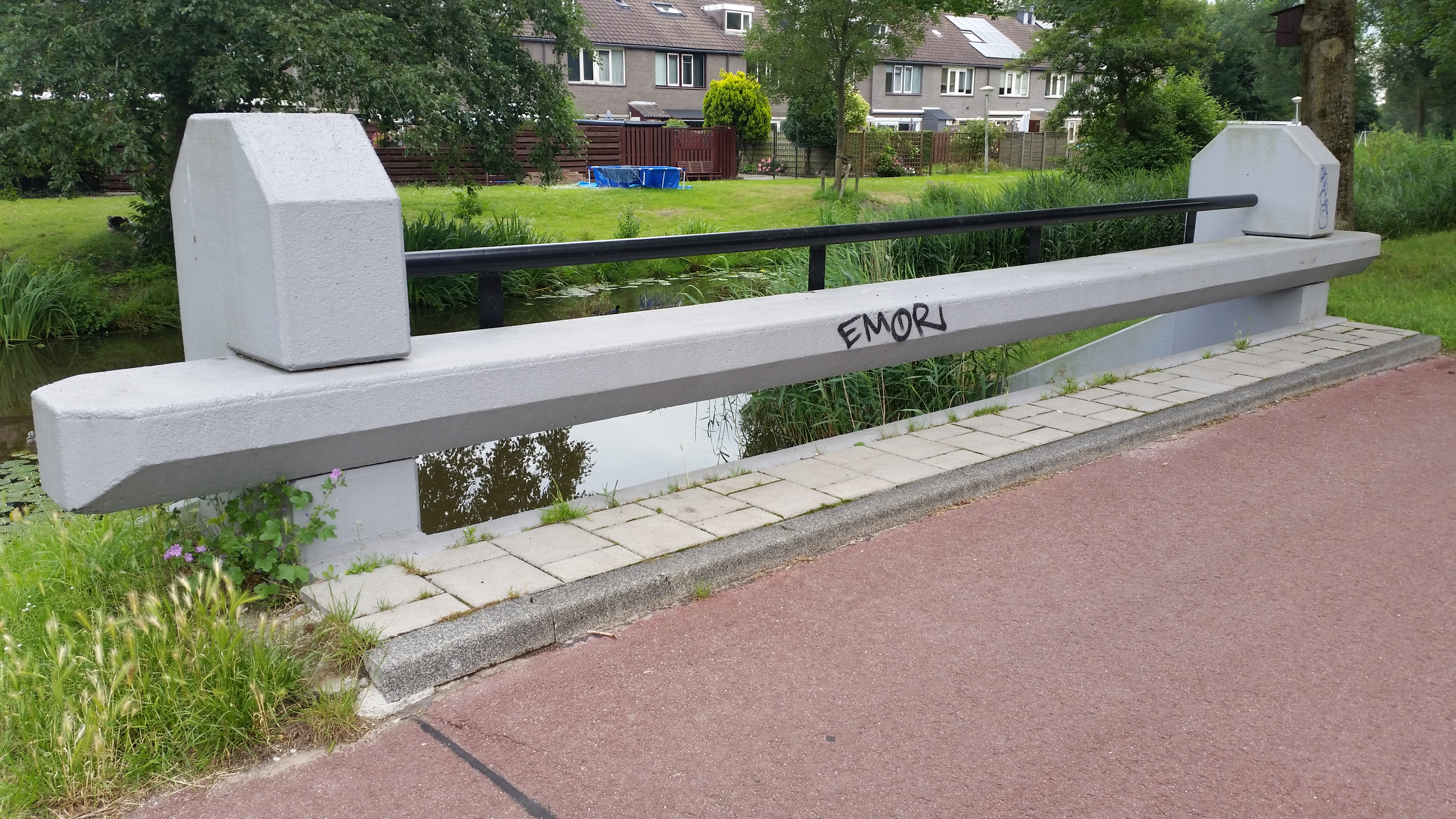
Balustrade van brug 1444 (juli)

1431 · 1432 · 1438 · 1439 · 1444 · 1445 · 1446 · 1447 · 1448 · 1449 ·  1450 · 1451 · 1452 · 1453 · 1454 · 1455 · 1456 · 1457 · 1458 · 1459 · 1461 · 1462 · 1463 · 1464 · 1465 · 1466 · 1471 · 1472 · 1473 · 1477 · 1478 · 1479 · 1482 · 1483 · 1484 · 1485 · 1486 · 1487 · 1488 · 1489 · 1490
Overige brugnummers niet vergeven of gesloopt (gegevens 2022).